# Coton de Tuléar
Coton de Tuléar – jedna z ras psów, należąca do grupy psów do towarzystwa, zaklasyfikowana do sekcji biszonów i ras pokrewnych. Stanowi osobną podsekcję – Coton de Tuléar. Nie podlega próbom pracy.

## Rys historyczny
Nazwa psa jest związana z miejscem, do którego według legendy dotarły dwa psy pochodzące z rozbitego statku żeglarzy francuskich. Tuléar to miasto na południu Madagaskaru, gdzie licznie występowały psy tej rasy. Natomiast coton (fr. bawełna) odnosi się do bardzo miękkiej i puszystej sierści tych psów. W 1971 roku zostały oficjalnie uznane jako rasa przez FCI.

## Wygląd

### Głowa
Krótka, czaszka dość szeroka, stop zaznaczony, nos czarny (dopuszczalny też czekoladowy), kufa prosta.

### Oczy
Raczej okrągłe, ciemne, żywe, dobrze rozmieszczone. Brzegi powiek czarne lub czekoladowe, w zależności od koloru nosa.

### Szczęki
Zgryz nożycowy lub cęgowy.

### Uszy
Trójkątne, opadające, osadzone wysoko, dość długie.
Szerokość ok. 6 cm, długości ok. 7 cm, cienkie, pokryte włosem białym lub jednym z trzech dopuszczalnych:
- łaty beżowe mniej lub bardziej ciemne
- mieszanina włosów beżowych i czarnych
- niewielka ilość czarnych włosów dających wrażenie jasnoszarej łaty.

### Szyja
Umięśniona, lekko łukowata, bez podgardla, skóra nie tworzy fałdów.

### Tułów
Dłuższy niż wyższy, linia grzbietu minimalnie wypukła, grzbiet zwarty, lędźwie i klatka piersiowa dobrze rozwinięte, brzuch podciągnięty.

### Ogon
Osadzony nisko, dosyć długi (18 cm), koniec uniesiony; w stanie spoczynku sięga poniżej stawu skokowego, w ruchu uniesiony.

### Szata
Długa (przynajmniej 8 cm), włos bardzo delikatny, sprężysty, puszysty, gęsty. Może być lekko falisty.

### Umaszczenie
Białe; dopuszczalne są jasnożółte lub jasnoszare znaczenia u szczeniąt. Jaśnieją one wraz z wiekiem.